# Inga Lovén
Inga Maria Lovén, född 18 oktober 1926 i Stockholm, död 30 december 2016 i Stockholm, var en svensk konstnär och kulturskribent.

## Biografi
Inga Lovén föddes 1926 i Stockholm som dotter till försäkringsdirektör Olaus Trygve Lovén och Ruth Maria von Dahn. Hon studerade på Otte Skölds målarskola, deltog med en målning på Liljevalchs höstsalong 1945 och utbildades 1949–1954 på Konstakademien i Stockholm.
1956 for hon med lastbåt till Boston i USA för att bli föreståndare för en biograf för kvalitetsfilm, en verksamhet som hon senare skildrade i tidskriften Ord & bild genom ett utdrag ur sin dagbok. Efter återkomsten till Sverige 1965 ägnade hon sig i perioder åter åt sitt måleri även om hennes produktion blev tämligen liten och utställningarna få (”de perioder hon inte hade något att förmedla målade hon inte”). Hon blev därför aldrig känd för den breda allmänheten utan förblev en ”konstnärernas konstnär". 
Inga Lovén skrev tidskriftsartiklar om film, konst och litteratur, bland annat om den amerikanske författaren Charles Olson som hon hade lärt känna i USA, om Harriet Löwenhjelm som konstnär och om Carl von Linné. Redan i tonåren hade hon fångats av Vilhelm Ekelunds poesi, aforismer och essäer, ett intresse som skulle vara genom livet och som hon också skrev om.
Inga Lovén tilldelades 2002 statlig inkomstgaranti för konstnärer. Hon är begravd på Klosterkyrkogården i Lund.

## Måleri
Inga Lovéns olje- och temperamålningar kan gränsa till det abstrakta även när de föreställer landskap, vardagsföremål och blommor. Just blomstermålningarna (gärna blåklockor) tillhör sannolikt hennes senare produktion, även om det inte säkert kan fastställas eftersom hon inte brukade datera eller signera sina bilder. När hon 1992 fick motta Moderna Museets vänners stipendium löd motiveringen: ”för ett egensinnigt måleri bortom alla trender, karakteriserat av finstämt gehör och mättat av en lika subtil som hemlighetsfull känslighet”.
När Inga Lovén var nittio år gammal, hösten 2016, visades en stor retroaktiv utställning på Konstakademien. Man hade där bland annat återskapat hennes ateljé.